# 公的保険アドバイザー
公的保険アドバイザー（こうてきほけんアドバイザー）は、公的保険（健康保険、介護保険、雇用保険、年金）について横断的に幅広い知識を持ち、専門知識を生活者にわかりやすく伝え、人生のリスクに適切に備えることができるようアドバイスをする人材を育成することを目的とした民間資格である。

## 概要
日本における国民皆保険制度は、疾病、介護、失業、死亡、高齢化などの人生のリスクに相互扶助で備えるとても重要な仕組みだが、窓口がそれぞれ独立していて制度も複雑なので、一般の生活者が制度を把握して適切に利用することはとても難しいのが現状である。
また、公的保険でカバーされる保障内容や保障額を知らないために、必要以上に民間保険や金融商品を契約してしまったり、逆に保障が足りずに万一の際に生活再建ができないといったことが起こりえる。
このような現状をふまえ、公的保険アドバイザーは、公的保険の制度と保障内容を正しく理解し、公的保険から始まる金融サービスを通じて、人生のリスクへの適切な対策をアドバイスする専門家として活躍が期待されている。

## 公的保険に関する金融庁や業界団体の動き
- 2021年12月：金融庁が「保険会社向けの総合的な監督指針等の一部改正」[2]を公表し、保険募集時に公的保険の保障内容に関する説明と、顧客個々の受取額をふまえた提案を行うことを監督上の着眼点として明記した。
- 2022年8月：金融庁が「2022事務年度金融行政方針」[3]を公表し、保険会社に対する行政方針の中で、「顧客の多様なニーズに応じた保険サービスが適切に提供されるよう、公的保険制度を踏まえた保険募集の推進や保険代理店管理態勢の高度化等について、財務局とも連携しつつ、関係者と対話を行っていく」と明記した。
- 2023年3月：生命保険協会が実施する「2023年度業務品質評価基準」[4]において、基本項目に「公的保険制度に関して、お客様の意向を踏まえて情報提供を行う態勢を整備(公的保険制度の説明ツールの配備等)している」「公的保険制度に関して、募集人に教育を実施している」が明記された。

## 資格に関する情報
金融サービスに関する資格は数多く存在しており、その中には、業務を遂行する上で必須のものもあれば、知識を証明するだけのものも多数存在する。
公的保険アドバイザー資格は一般社団法人公的保険アドバイザー協会が認定する民間資格であり、この資格が無いと金融サービスや各種コンサルティング業務ができないという性質のものではないが、特に金融サービスを提供している専門家にとって公的保険の知識はベースとなるものであり、この知識があやふやな中で金融サービスを提供するのは顧客本位とは言えない。
特に生命保険はそもそも社会保障の補完産業として機能しており、公的保険はまさに必須中の必須の知識となる。そのため、公的保険に特化した資格を取得することは、関連情報を学ぶ上でとても効率的な方法といえる。
資格を交付している一般社団法人公的保険アドバイザー協会のスタンスは、資格取得はきっかけであり、その後も常に変化し続ける公的保険の知識を学び続けることが重要であり、継続的な学びこそが顧客本位の業務のベースになると訴えている。
なお、資格更新のための試験は実施しておらず、公的保険アドバイザー資格を取得した会員には、毎年更新される資格テキストをもとに自主的に模擬試験に取り組むよう推奨している。
また、公的保険アドバイザー協会では、公的保険に関する改正情報や会員のスキルアップを目的としたセミナーを定期的に実施し、全国の会員がオンラインで参加できるよう運営しており、会員からは資格取得後のサポートが他の金融サービスの資格と比較して手厚いとの評価を受けている。

## 公的保険アドバイザーに求められる資質
- 公的保険の理念や意義、役割に加えて、現状や課題について正確な理解と情報発信ができること。
- 制度の仕組みに精通し、公的保険の改正情報を含めた新しい情報を、正確にかつ中立的な視点で解説できること。
- 公的保険の制度をふまえて、民間金融サービスの選択について適切なアドバイスができること。
- 上記を通じて、生活者の金融リテラシーの向上に務めること。

## 公的保険アドバイザー資格者の主な職業
- 生命保険募集人
- 保険代理店
- 金融機関社員（保険・銀行・証券）
- ファイナンシャルプランナー